# Roos Dickmann
Roos Dickmann (* 1996) ist eine niederländische Schauspielerin und Dichterin.

## Biografie
Roos Dickmann besuchte die Amsterdamer Jugendtheaterschule, die Amsterdamer Theaterschule und die Kleinkunstakademie. Sie spielte in verschiedenen Filmen und Serien wie How to Survival, Hello Bungalow, Koefnoen, Wenn die Deiche brechen oder Gappies und Soof: ein neuer Anfang mit. Außerdem spielte sie in der Netflix-Serie Ares mit.
Sie spricht Niederländisch, Englisch und Deutsch.
Ihre erste Gedichtsammlung wurde 2019 mit dem Titel Ik ook van mij (Deutsch: Ich liebe mich auch) veröffentlicht. Ihre Arbeit ist zuvor in der niederländischen Tageszeitung Het Parool erschienen.

## Filmografie

### Filme
- 2011: Razend
- 2012: Taped
- 2015: Hallo bungalow

### Serien
- 2011–2012: Hoe overleef ik?
- 2011–2012: Verborgen Verhalen
- 2015: Bluf
- 2016: Wenn die Deiche Brechen
- 2016: Nieuwe Tijden
- 2017–2018: Soof: een nieuw begin
- 2018: Gappies
- 2018: Spuit Elf
- 2019: Bad Influencer
- 2020: Ares

## Bücher
- Ik ook van mij. Gedichte. Prometheus, Amsterdam 2019, ISBN 9789044639469.